# Ungasan
Ungasan is een bestuurslaag in het regentschap Badung van de provincie Bali, Indonesië. Ungasan telt 14.221 inwoners (volkstelling 2010).